# Eugen Dücker

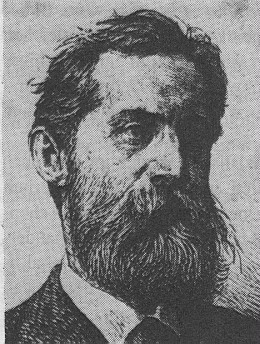

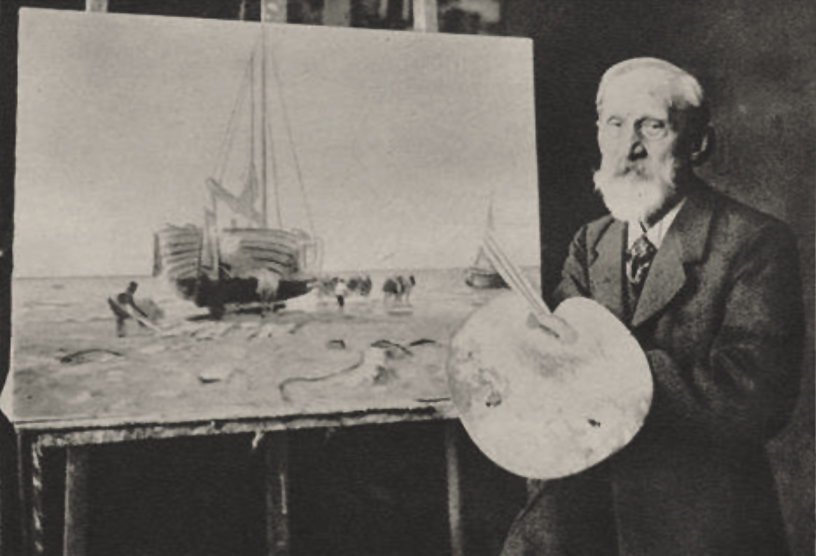

Eugen Dücker oder Eugène Gustav Dücker (* 29. Januarjul. / 10. Februar 1841greg. in Arensburg, Gouvernement Livland; † 6. Dezember 1916 in Düsseldorf) war ein deutschbaltischer Maler der Düsseldorfer Malerschule.

## Leben

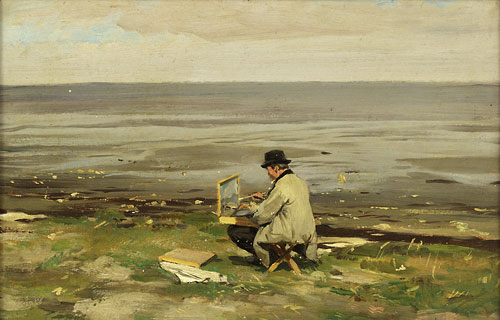
Selbstporträt an der Ostsee

Eugen Dücker war ein Sohn des Tischlermeisters Eduard Dücker (1813–1886) und dessen Frau Amalie, geborene Fischer (1810–1880). Seine Schwester und Schülerin war die Malerin Marie Dücker. Sie stammten aus der deutsch-baltischen Familie Dücker von der Ostseeinsel Ösel. Ersten Zeichenunterricht erhielt er von dem Zeichner und Lithografen Friedrich Sigismund Stern. Von 1858 bis 1862 besuchte er die Akademie in St. Petersburg, wo er zunächst bei David Jensen (1816–1902) Bildhauerei studierte und sich dann unter Ssokrat Maximowitsch Worobjeff (1817–1888) der Landschaftsmalerei zuwandte. Mit einem sechsjährigen Reisestipendium bereiste er Europa. Er ging nach Karlsruhe, wo er bei Karl Friedrich Lessing Unterricht nahm, und nach München. 1864 ließ er sich in Düsseldorf nieder, wurde 1872 als Nachfolger Oswald Achenbachs Lehrer für Landschaftsmalerei an der Düsseldorfer Kunstakademie und blieb dies 44 Jahre lang. Am 14. April 1874 heiratete er in Düsseldorf Regina Schneeloch. 1879/80 hielt er sich in der hessischen Malerkolonie Kleinsassen auf. 1890 lebte Dücker im Haus der Witwe des Malers Eduard Schoenfeld auf der Pempelforter Straße 60.
Studienreisen führten ihn nach Holland, Belgien, Frankreich und Italien. Dücker bevorzugte für seine Studien die norddeutsche Landschaft, insbesondere die Nord- und Ostsee, die er oft mit seinem Freund Carl Irmer und den Schülern seiner Malklasse bereiste. Seine meisten Bilder zeigen das Meer vom Strand, später auch den Harz und die Heide. Aufgrund der Vielzahl der ihm in seiner naturalistischen Kunstauffassung folgenden Schüler gilt Dücker als Begründer der „Dücker-Linie“ in der Düsseldorfer Landschaftsmalerei.
Dücker war Mitglied der Kunstakademien in St. Petersburg, Berlin, Stockholm und der Aquarellisten-Vereinigungen von St. Petersburg, Wien und Brüssel, ferner Mitglied im Verein der Düsseldorfer Künstler, im Düsseldorfer Künstlerverein Malkasten und im Düsseldorfer Radierklub.

## Zitat
„Seine künstlerische Bedeutung liegt in der Überwindung der spätromantischen Landschaftsmalerei in Düsseldorf.“

Werke
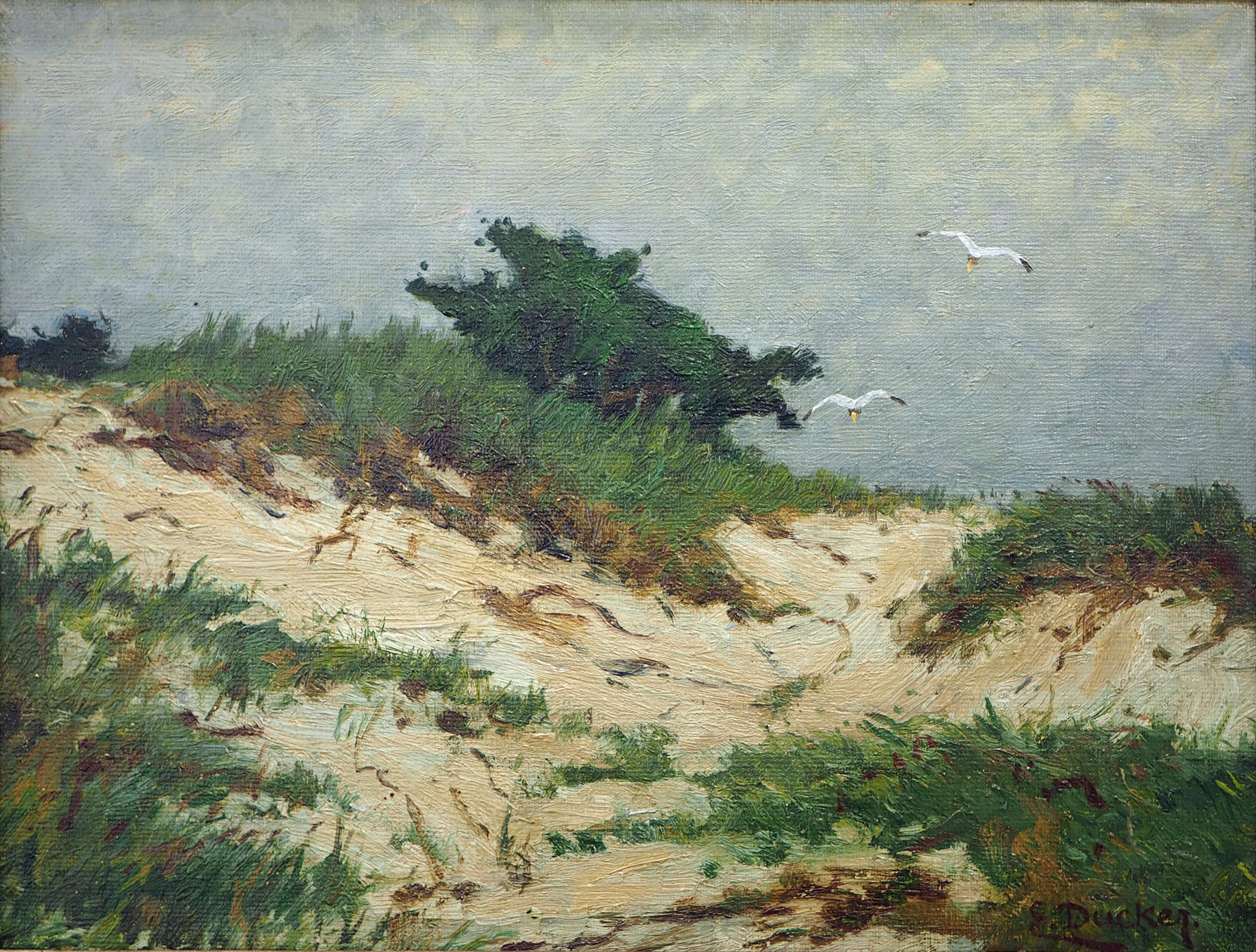
In den Dünen, Öl auf Leinwand
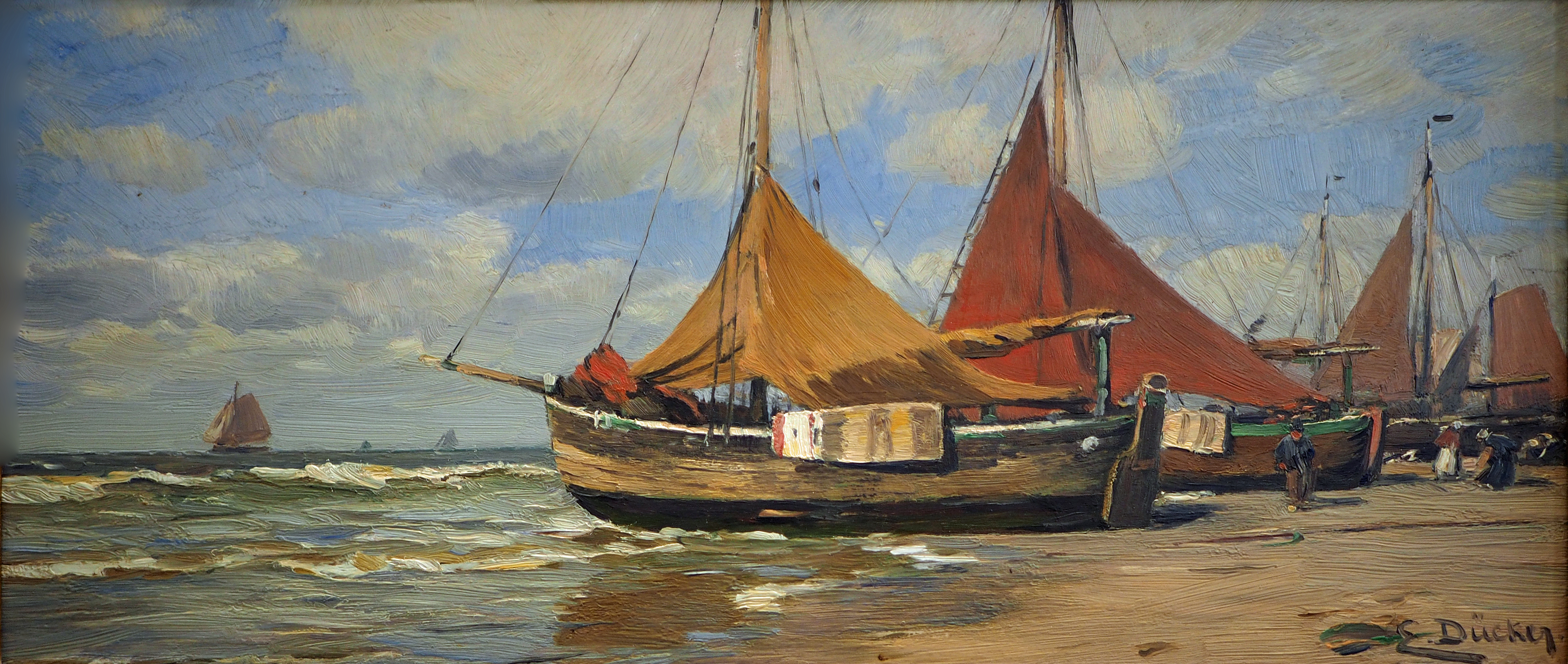
Fischerboote am Strand, Öl auf Holz
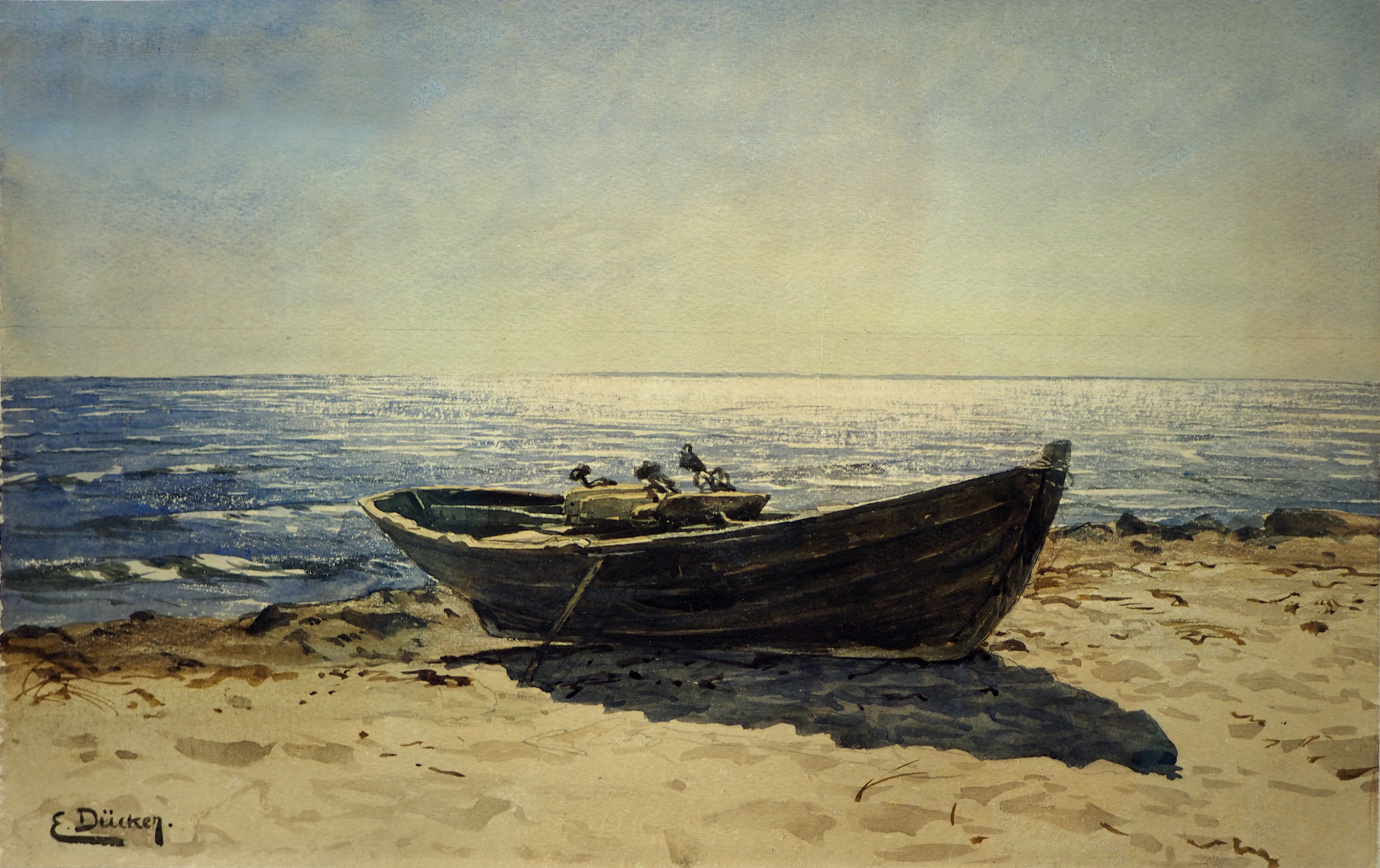
Fischerboot am Strand, Aquarell

## Schüler (Auswahl)
Karl Bock, Heinrich Böhmer, Max Clarenbach, Andreas Dirks, Wilhelm Fritzel, Willy Hamacher, Heinrich Hermanns, Olof Jernberg, Eugen Kampf, Franz Korwan, Helmuth Liesegang, Georg Macco, Edgar Meyer, Otto Modersohn, Erich Nikutowski, Hugo Notthoff, Walter Ophey, Fritz Overbeck, Lina von Perbandt, Heinrich Petersen-Angeln, Albert Pütz, Gerhard von Rosen, August Schlüter, Friedrich Schwinge, Otto Serner, Otto Strützel, Willi Tillmans, Carl Vinnen und Carl Wuttke.